# Louise Lateau
Compléments
Louise Lateau est connue pour avoir reçu les stigmates de la Passion du Christ
Anne-Louise Lateau, dite Louise Lateau, née le 29 janvier 1850 à Bois-d'Haine, près de La Louvière (Belgique) et décédée le 25 août 1883 à Bois-d'Haine, est une stigmatisée et mystique belge du XIXe siècle.

## Biographie

### Enfance
Née troisième enfant dans une famille indigente (orpheline de père et mère illettrée), Louise Lateau connaît la faim et la misère dès son enfance. Sa mère faillit mourir en la mettant au monde, et resta alitée deux ans et demi avant d'être rétablie. Son père meurt de la variole dix semaines après sa naissance, Louise contracta également cette maladie et fut sauvée de justesse. La situation s’améliore quelque peu lorsque sa mère, remise reprend du travail comme fille de ferme, et la sœur aînée est placée comme aide-couturière.
En 1866, Bois d’Haine est touché par une épidémie de choléra. À la demande du curé, Louise Lateau assiste les malades avec dévouement et sans crainte de la contagion, même lorsqu’il s’agit d’enterrer les morts. Elle est reçue dans le Tiers-ordre franciscain en décembre 1867.

### Stigmates
Peu après, et alors qu’elle fait un chemin de croix à l’église elle est comme saisie d’une grande lumière et de douleurs intérieures. Plusieurs fois les mêmes sensations se produisent. Sa santé se détériore au point qu’on craint pour sa vie : elle reçoit les derniers sacrements le 15 avril 1868.
À partir du 24 avril les douleurs se répètent chaque vendredi et du sang commence à couler de son côté gauche et de ses pieds; Le 8 mai, du sang s'échappa des deux mains; le 25 septembre, la stigmatisation se complétait par l'apparition sur le front de quatre petites taches de sang comme provenant de quatre piqûres d'épingle. En avril 1882, des traces de flagellations apparurent sur son corps. Louise Lateau porte ce que l’on appelle dans la tradition mystique chrétienne les stigmates de la passion du Christ.
Toutes ces plaies apparaissent sans cause apparente dans la nuit du jeudi au vendredi et disparaissent la nuit suivante. Cela se répétera tous les vendredis jusqu'à sa mort en 1883. Pour le reste Louise Lateau continue à travailler dur pour sa famille.

### Extases
Le 17 juillet 1868 le phénomène du saignement des stigmates est accompagné d’une extase, qui reviendra chaque vendredi sous formes d’accès, pouvant atteindre un total de 8 heures. Le premier accès avait lieu le matin à 6h, après la distribution de la communion, un deuxième se produisait vers 14h.
Durant les extases, elle était complètement absente, elle n’avait plus la moindre perception des événements se produisant dans son entourage. Elle pouvait rester en contemplation pendant des heures, généralement son visage exprimait de la joie mais aussi de la peur et de la tristesse, elle changeait de position et se déplaçait dans la pièce. L’extase prenait fin après le mime de la crucifixion et de l’agonie du Christ.
Elle était insensible à la douleur et aux appels, mais elle pouvait brièvement en sortir, à la suite d'une demande du curé de Bois-d'Haine ou de certains ecclésiastiques. Elle gardait en mémoire ce qu’elle voyait : des visions de la passion du Christ, de la Vierge Marie et de saints.
Cela ne manque pas d’inquiéter sa mère et ses sœurs qui la croient évanouie. Comme pour les stigmates Louise aura des extases jusqu'à la fin de sa vie.[réf. nécessaire]

### Abstinence de nourriture
Pour le reste rien que du très ordinaire dans la vie de Louise Lateau qui continue à vivre avec mère et sœurs et à travailler pour sa famille. Ces phénomènes peu banals, quelle que soit la discrétion de la stigmatisée, commencent cependant à être connus et à attirer l’attention d’autant plus que, à partir de 1871, elle cesse de manger, boire et dormir... La seule nourriture qu’accepte son estomac est le pain eucharistique reçu durant la messe quotidienne.

### Enquête ecclésiastique
Dès la fin de l’année 1868 l’évêque de Tournai, Gaspar-Joseph Labis, ouvre une enquête canonique. La commission faite d’ecclésiastiques, d’un laïc (le ministre d’état Adolphe Dechamps) et d’un médecin (le docteur Lefebvre de l’Université de Louvain) reconnaît la sincérité de la personne et l’authenticité des faits et conclut que la science ne trouvait aucune explication rationnelle à ce que vivait Louise Lateau. L'archevêque de Malines Victor-Auguste Dechamps la défend également devant ses critiques.

### Enquête scientifique
La presse aidant et amplifiant les faits la notoriété de Louise Lateau va grandissant et dépasse rapidement les frontières de la Belgique. Des visiteurs viennent de partout et même de Russie et d’Amérique pour ‘voir’ la stigmatisée dans sa modeste maison de Bois-d'Haine. Les polémiques ne manquent pas non plus. Les mondes scientifique et médical veulent mettre les choses au clair.
L’Académie royale de médecine de Belgique ouvre une enquête en 1874. Durant 5 mois, Louise Lateau accepte de se soumettre à de nombreuses expériences telles que voulues par des experts nommés par l’Académie. Les conclusions de la commission sont publiés en 1875 : Il n’y a aucune supercherie sur les stigmates et les extases, le docteur Warlomont, attribue les phénomènes présentés à une maladie, de l'ordre des névroses. L'inédie et la cessation de sommeil ne sont pas médicalement attestées par la commission, cette dernière n'avait pas la possibilité d'effectuer une surveillance permanente dans la maison familiale; Les experts de la commission préconisèrent une observation de plusieurs jours à l’hôpital,.

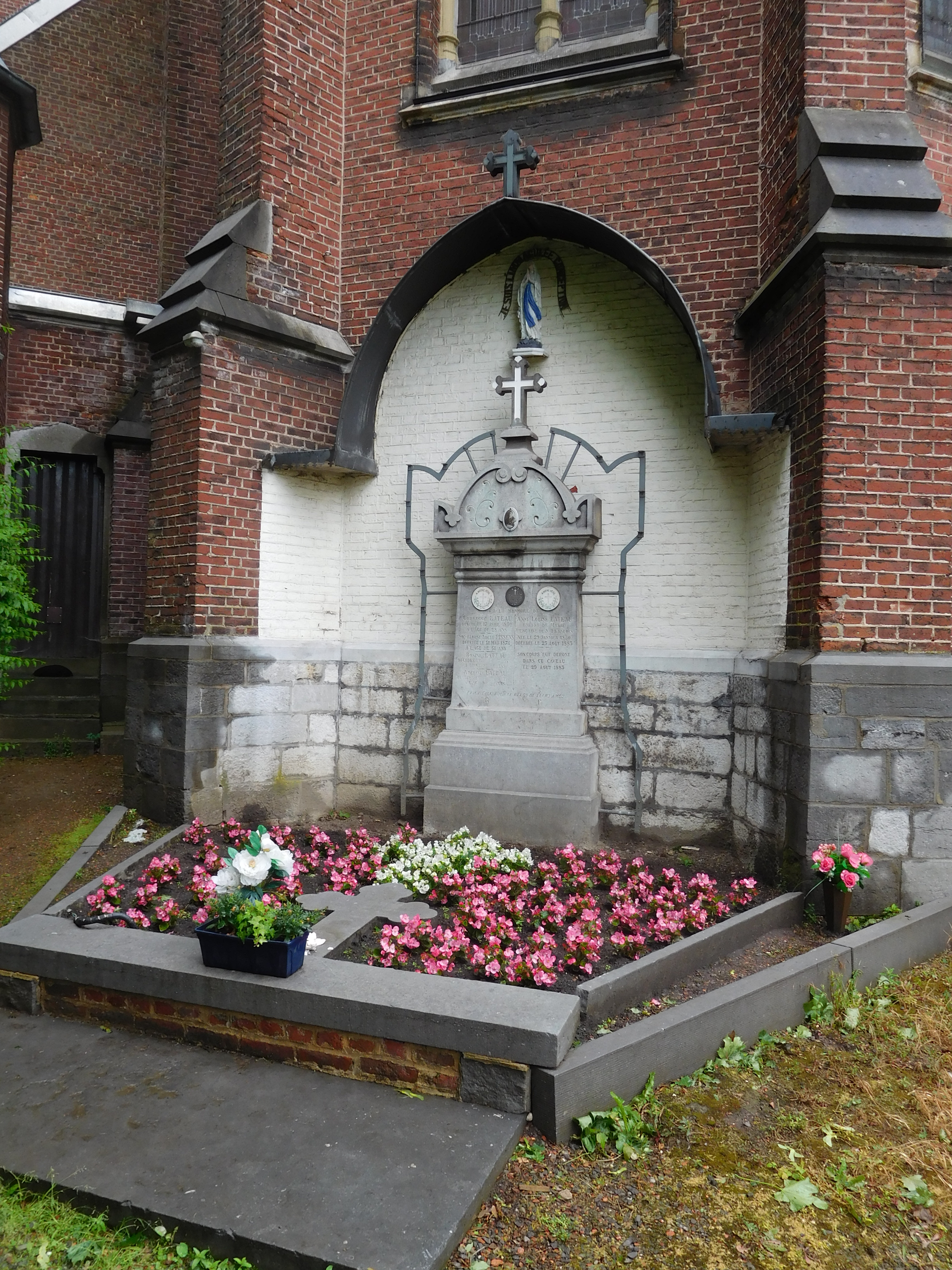
Tombe de Louise Lateau derrière l'église de Bois-d'Haine

### Maladie et mort
Par les conseils qu’elle donne, et dont la sagesse est reconnue, Louise est mêlée indirectement au conflit qui oppose, dans les années 1880, l’évêque de Tournai démissionnaire, Mgr. Edmond Dumont, à son successeur.
Le 1er janvier 1876, Louise Lateau est victime d’un malaise en se rendant à l’église, elle reçoit le sacrement des malades le lendemain. Sa santé va progressivement s’améliorer, toutefois elle ne pourra plus effectuer de longues sorties à l’extérieur. Ces contraintes ne l’empêchent pas de continuer son activité professionnelle de couturière.
La communion lui est apportée quotidiennement par le curé de Bois-d'Haine.
Sa santé se dégrade fortement à partir de janvier 1879, elle est définitivement alitée à partir de cette période. Des épisodes de paralysie et de cécité viennent de temps à autre aggraver sa maladie. Les phénomènes d’extases et des saignements des stigmates continuèrent malgré sa santé précaire.
Le début de l’année 1883 est marqué par un affaiblissement générale de sa santé, Louise Lateau s’exprime de plus en plus difficilement sauf  durant quelques minutes qui suivent l’extase et la communion
Elle décède à l’âge de 33 ans le 25 août 1883. Son  enterrement  eut lieu le 28 août à l’Église Saint Jean-Baptiste  de Bois-d'Haine en la présence de 5 000 personnes. Sa tombe se trouve à l’arrière de l’église de Bois-d'Haine dans l’ancien cimetière communal. Elle repose auprès de ses parents et de ses deux sœurs.

### Influence
Ses conseils ont incité l'abbé Félicien Bataille, à choisir le lieu de création de l'hôpital de Jolimont en 1881.

## Souvenir et vénération
- Le tombeau de Louise Lateau, derrière l'église de Bois d'Haine, est visité par de nombreux pèlerins. Des témoignages de miracles circulent. Cependant l’Église prit tout son temps avant d'ouvrir l'enquête diocésaine préliminaire qui pourrait conduire à sa béatification. En 1991 Mgr Huard, évêque de Tournai ouvre officiellement l'enquête diocésaine préliminaire qui pourrait conduire à sa béatification[16]. Le 5 mars 2009, Le Saint-Siège donne une réponse négative à la poursuite de la cause[17].
- Une rue de Bois-d'Haine porte son nom.